# Neocity Group
Neocity Group este o companie de investiții imobiliare din Israel, cu investiții importante în România.